# Code::Blocks
Code::Blocks is een vrije IDE die op meerdere platformen beschikbaar is. Het programma kan gebruikt worden voor ontwikkeling in C en C++, met ondersteuning voor verschillende compilers. De IDE zelf is geschreven in C++ met behulp van wxWidgets.

## Overzicht
Het wordt ontwikkeld voor Windows, Linux en FreeBSD. Daarnaast werkt het ook op Mac met enkele problemen. Het programma biedt ondersteuning voor verscheidene compilers, waaronder MinGW GCC, Visual C++, Watcom en C++Builder van Borland. Het is mogelijk projecten van andere IDE's te importeren. Met behulp van een plug-in, wxSmith, is Rapid Application Development op visuele wijze mogelijk.
Het programma bevat onder andere syntaxiskleuring, code-invouwing en automatische aanvulling.
Het programma maakt gebruik van Scintilla, een component voor het bewerken van broncode.